# 호세 마리아 바산타
호세 마리아 바산타 파보네(스페인어: José María Basanta Pavone, 1984년 4월 3일 ~ )는 아르헨티나의 전 축구 선수다. 포지션은 센터백이다.

## 선수 경력
바산타는 2003년에 에스투디안테스에서 선수생활을 시작하였고, 2006년에 프리메라 B 나시오날에 속해있던 올림포에 입단하였다. 바산타는 올림포가 클라우수라와 아페르투라 우승을 통해 자동 승격권을 얻는데 기여했다.
2007년에 에스투디안테스에 다시 입단하였고, 1년간 있었다. 2008년 6월, 리카르도 라볼페의 요청에 따라 몬테레이로 이적하였다. 그후, 바산타는 1군 팀의 주전 선수가 되었고 팀의 2009년 아페르투라와 2010년 아페르투라에서 우승을 차지하였다.

## 가족
바산타는 친적들 중에 프로 축구 선수들이 있다(마리아노, 곤살로).

## 수상 경력
올림포
- 프리메라 B 나시오날:
  - 우승 (2회): 2006년 아페르투라, 2007년 클라우수라

몬테레이
- 리가 MX:
  - 우승 (2회): 2009년 아페르투라, 2010년 아페르투라
- CONCACAF 챔피언스리그:
  - 우승 (3회): 2010–11, 2011–12, 2012–13
- 인테르리가:
  - 우승 (1회): 2010.

### 개인 수상
- 대회 최고의 중앙 수비수: 2010년 아페르투라
- 대회 최고의 중앙 수비수: 2012년 클라우수라